# Parvocytheridae
Parvocytheridae är en familj av kräftdjur. Parvocytheridae ingår i överfamiljen Cytheroidea, ordningen Podocopida, klassen musselkräftor, fylumet leddjur och riket djur. Enligt Catalogue of Life omfattar familjen Parvocytheridae 2 arter. 
Kladogram enligt Catalogue of Life:
| Parvocytheridae | \| \| Hemiparvocythere \| \| \| \| \| \| Parvocythere \| \| \| \| |
|                 | \| \| Hemiparvocythere \| \| \| \| \| \| Parvocythere \| \| \| \| |
|                 | Bythocytheridae                                                   |
|                 |                                                                   |
|                 | Cobanocytheridae                                                  |
|                 |                                                                   |
|                 | Cushmanideidae                                                    |
|                 |                                                                   |
|                 | Cytherettidae                                                     |
|                 |                                                                   |
|                 | Cytheridae                                                        |
|                 |                                                                   |
|                 | Cytherideidae                                                     |
|                 |                                                                   |
|                 | Cytheromatidae                                                    |
|                 |                                                                   |
|                 | Cytheruridae                                                      |
|                 |                                                                   |
|                 | Entocytheridae                                                    |
|                 |                                                                   |
|                 | Eucytheridae                                                      |
|                 |                                                                   |
|                 | Hemicytheridae                                                    |
|                 |                                                                   |
|                 | Krithidae                                                         |
|                 |                                                                   |
|                 | Leptocytheridae                                                   |
|                 |                                                                   |
|                 | Limnocytheridae                                                   |
|                 |                                                                   |
|                 | Loxoconchidae                                                     |
|                 |                                                                   |
|                 | Microcytheridae                                                   |
|                 |                                                                   |
|                 | Neocytherideidae                                                  |
|                 |                                                                   |
|                 | Paracytherideidae                                                 |
|                 |                                                                   |
|                 | Paradoxostomatidae                                                |
|                 |                                                                   |
|                 | Pectocytheridae                                                   |
|                 |                                                                   |
|                 | Psammocytheridae                                                  |
|                 |                                                                   |
|                 | Schizocytheridae                                                  |
|                 |                                                                   |
|                 | Trachyleberididae                                                 |
|                 |                                                                   |
|                 | Xestoleberididae                                                  |
|                 |                                                                   |
|                 | Hemiparvocythere                                                  |
|                 |                                                                   |
|                 | Parvocythere                                                      |
|                 |                                                                   |

|  | Hemiparvocythere |
|  |                  |
|  | Parvocythere     |
|  |                  |